# Houdain
Houdain är en kommun i departementet Pas-de-Calais i regionen Hauts-de-France i norra Frankrike. Kommunen ligger i kantonen Houdain som tillhör arrondissementet Béthune. År 2022 hade Houdain 6 990 invånare.

## Befolkningsutveckling
Antalet invånare i kommunen Houdain
| Referens: INSEE |